# Musée du chemin de fer de Kościerzyna
Le musée du chemin de fer de Kościerzyna (en polonais Muzeum Kolejnictwa w Kościerzynie) est un musée ferroviaire qui se trouve à Kościerzyna en Pologne. Il a été inauguré en novembre 1992 et reçoit 30 000 visiteurs par an.

## Histoire
Le chemin de fer arrive à Kościerzyna en 1885 avec la mise en service de la ligne Pszczółki-Kościerzyna appartenant au Königliche Ostbahn. La rotonde est construite peu après.

## Collection

### Locomotives à vapeur
- une Ok1 de 1915
- une Ol49
- une Pt47
- une TKb 2845
- une BR 52
- une TKh49
- une TKh100
- une TKp
- une TKt 48
- une Tw1
- une Ty 45
- une Tx

### Locomotives diesel
- une SP45
- une SP47
- une Ls40

### Locomotives électriques
- une ET21

### Autorail
- un SR61
- un SN61

## Galerie de photographies

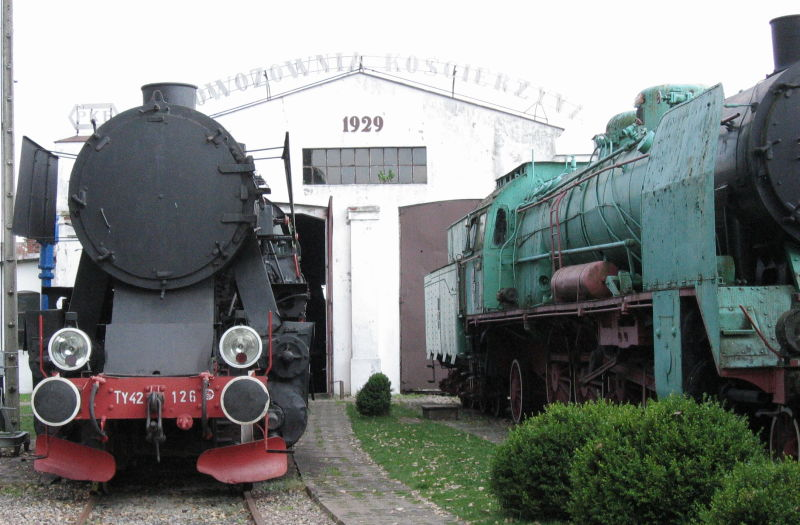
Dépôt de locomotives.
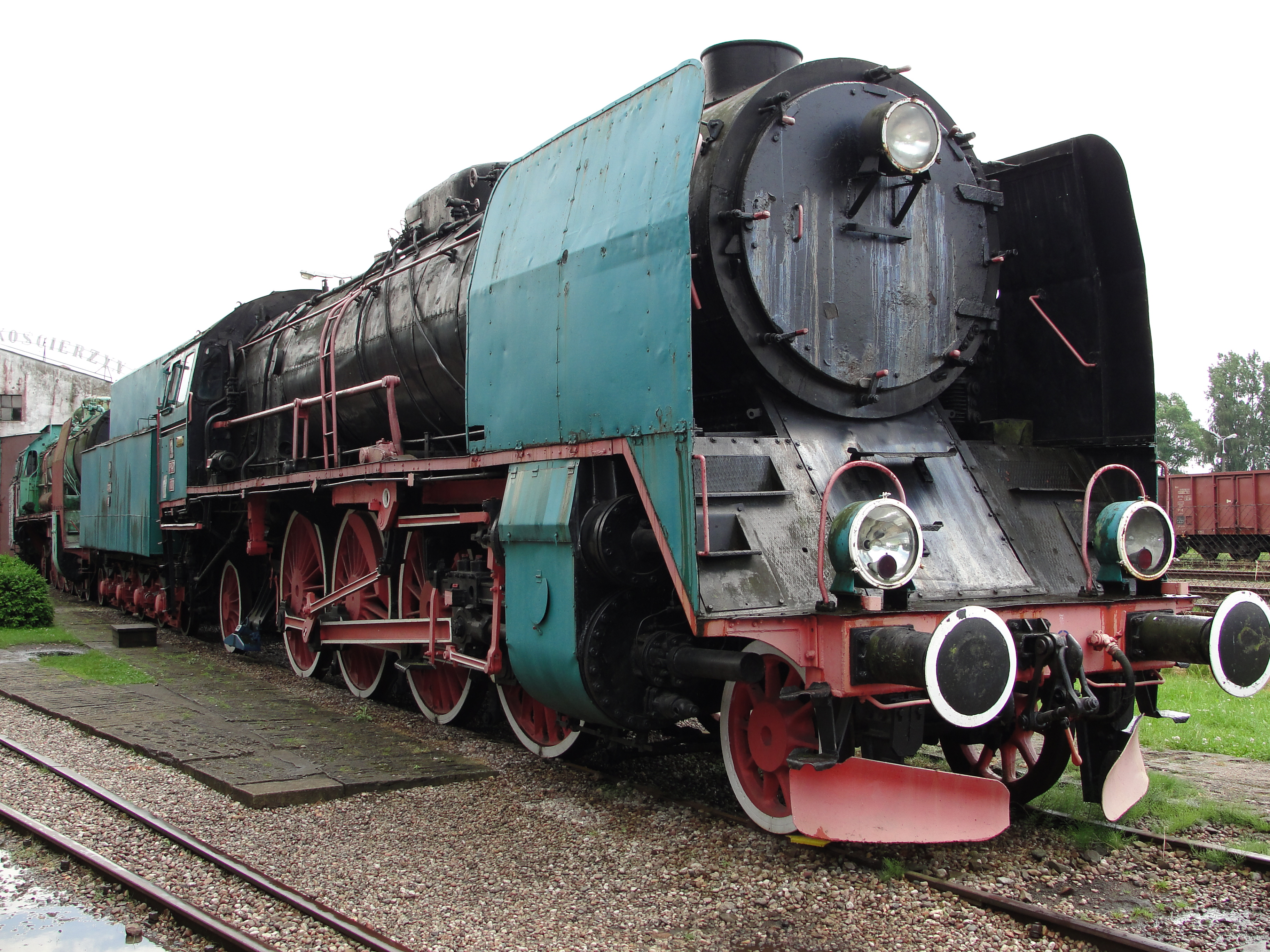
Pt47-172.
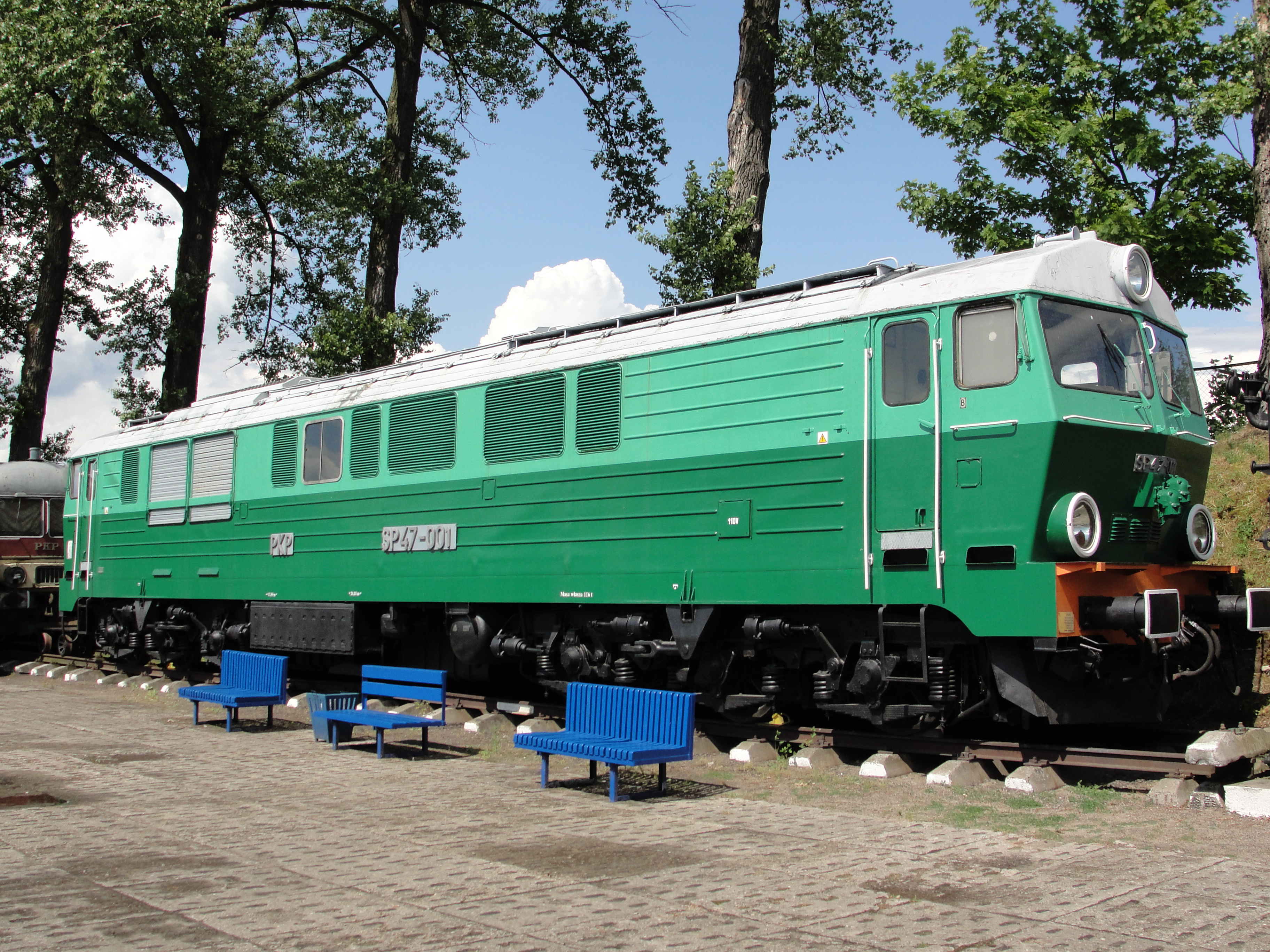
SP47-001.
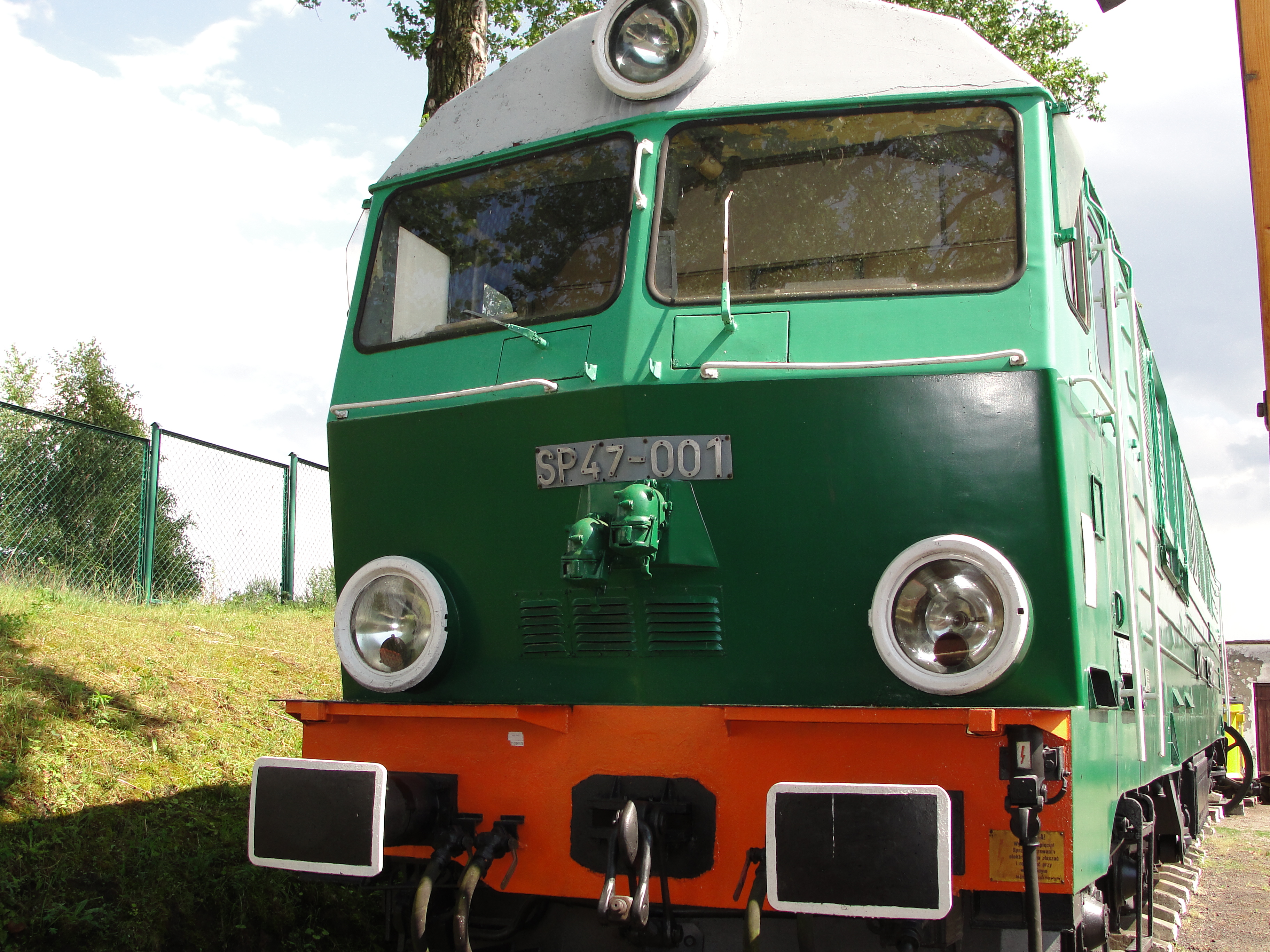
SP47-001.
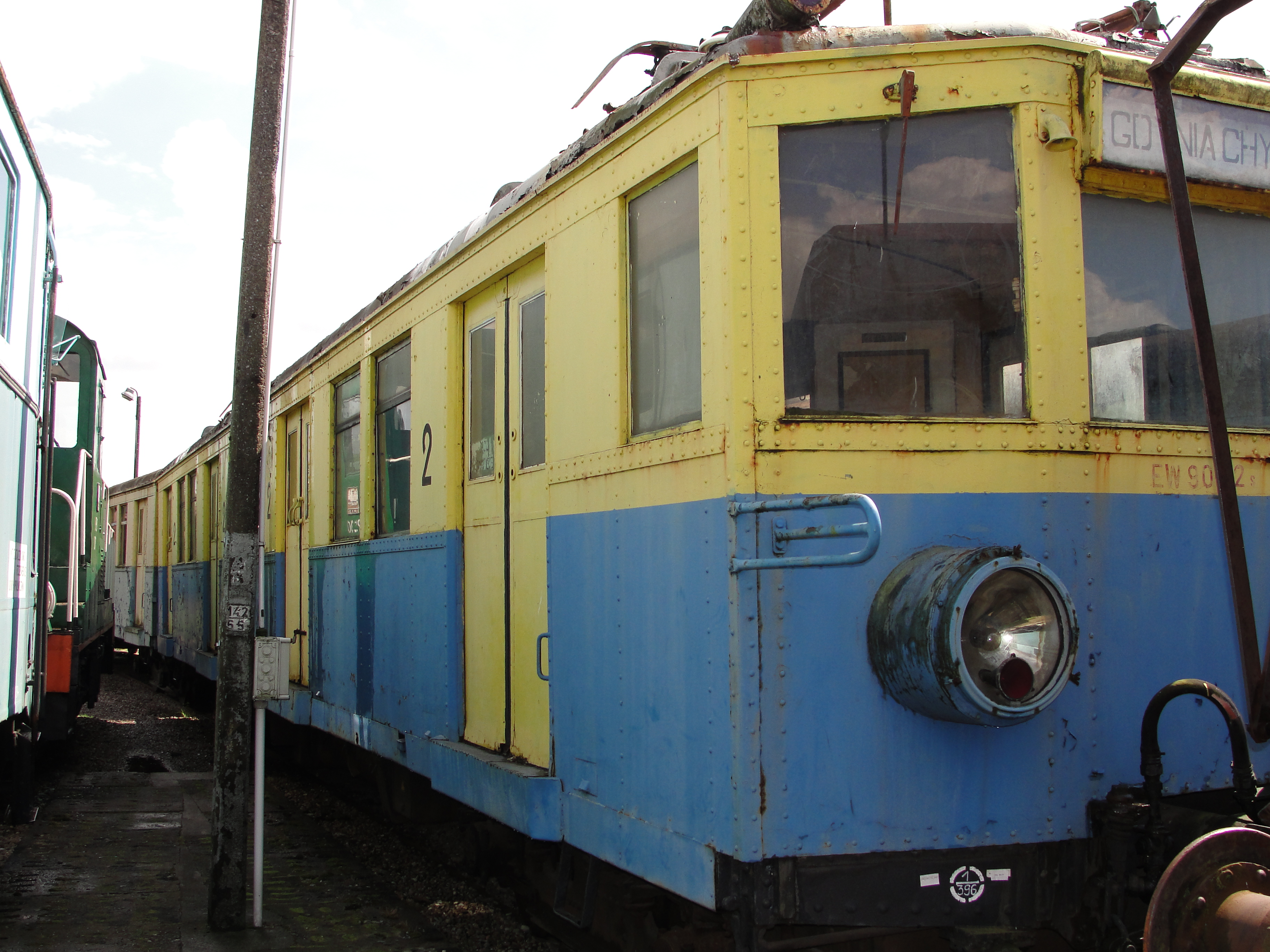
EW90-12.

## Traduction
- (pl) Cet article est partiellement ou en totalité issu de l’article de Wikipédia en polonais intitulé « Muzeum Kolejnictwa w Kościerzynie » (voir la liste des auteurs).